# Lithocarpus listeri
Lithocarpus listeri (King) Grierson & D.G.Long – gatunek roślin z rodziny bukowatych (Fagaceae Dumort.). Występuje naturalnie w Nepalu, północno-wschodniej części Indii, Bhutanie, północno-wschodniej Mjanmie oraz południowych Chinach (w południowo-wschodniej części Tybetu). 

## Morfologia
PokrójZimozielone drzewo dorastające do 15 m wysokości.
LiścieBlaszka liściowa jest nieco skórzasta i ma kształt od lancetowatego do owalnie lancetowatego. Mierzy 10–35 cm długości oraz 8–12 cm szerokości, jest całobrzega, ma klinową nasadę i spiczasty wierzchołek. Ogonek liściowy jest nagi i ma 3–5 cm długości.

## Biologia i ekologia
Rośnie w wiecznie zielonych lasach częściowo zrzucających liście. Występuje na wysokości około 1000 m n.p.m. Kwitnie od czerwca do sierpnia.